# Franz Albert Kramer
 Franz Albert Kramer (* 18. Dezember 1900 in Solingen; † 12. Februar 1950 in Koblenz) war ein deutscher Journalist und Publizist. Kramer gründete 1945 die Wochenzeitung Rheinischer Merkur.

## Leben
Franz Albert Kramer war älteste von 5 Kindern der Katharina Schwarte und des Tierarztes Kramer. Er besuchte die Volksschule in Disteln und das Gymnasium Paulinum in Münster. Er wurde Soldat im Ersten Weltkrieg und erhielt das Reifezeugnis ohne Prüfung. Kramer war im Sommer 1919 Freikorpskämpfer im Baltikum. Er studierte Staatswissenschaften in Münster und Köln und wurde 1923 in Münster bei Johann Plenge promoviert. Er volontierte bei der Tageszeitung Die Glocke in Oelde und arbeitete 1925/26 beim Münsterschen Anzeiger. Von 1927 bis 1930 war er Pariser Korrespondent der Zentrumsblätter Kölnische Volkszeitung und Germania. Er heiratete 1928 Margot Thull, sie haben drei Kinder.
Ab 1930 war er für dieselben Blätter Auslandskorrespondent in London. 1932 polemisierte er gegen den Preußenschlag und wurde, um ihn aus dem Schussfeld zu nehmen, von seinen Zeitungen auf eine Reportagereise durch die Sowjetunion geschickt, nach der Machtübergabe an die Nationalsozialisten 1933 wurde er von seinen Zeitungen entlassen.
Kramer wurde in Rom Korrespondent der Vossischen Zeitung bis zu deren Einstellung 1934, danach der B.Z. am Mittag und dann in Paris sowie in der Schweiz des Berliner Tageblatts. Da er nicht im Sinne der Nationalsozialisten berichtete und deshalb auf der Fahndungsliste der Gestapo stand, blieb er bis zum Kriegsende im Schweizer Exil. Aus der Schweiz heraus versuchte er seine politischen und journalistischen Ideen zu veröffentlichen. 1945 erhielt F. A. Kramer von den Alliierten eine Lizenz und konnte im August 1945 seinen Verlagssitz in der Görres-Druckerei in Koblenz errichten.
Die erste Ausgabe des neuen Rheinischen Merkurs erschien zum 15. März 1946 mit einer Lizenz der französischen Besatzungsmacht unter der Mitarbeit der Publizisten Paul Wilhelm Wenger, Anton Böhm und Otto B. Roegele. Roegele wurde 1949 Nachfolger von Kramer.
Kramer bezog sich in seinem ersten Leitartikel des Rheinischen Merkur auf Joseph Görres: Es gibt keinen größeren Namen, zu dem wir greifen könnten. Mit der Ursprünglichkeit seines Denkens, mit der Kraft seiner Sprache, mit der ganzen hinreißenden Leidenschaftlichkeit seines Geistes hat Görres dem Rheinischen Merkur den höchsten Rang gesichert
In seinem 1946 veröffentlichten Buch Vor den Ruinen Deutschlands beschäftigte sich Kramer mit dem Thema die geistigen und politischen Ursachen des deutschen Unheils aufzudecken, damit der Wiederaufbau nicht erneut auf eine falsche Grundlage gestellt werde (Klappentext).

## Schriften
- Das rote Imperium. Kösel & Pustet, München 1933.
- Vor den Ruinen Deutschlands – Ein Aufruf zur geschichtlichen Selbstbesinnung. Europa Verlag. Zürich 1946 (= Berlin 1946 und Koblenz [1947]).
- Politische Leitsätze. Historisch-Politischer Verlag, Koblenz 1947.